# Fraternal Order of Police
Le Fraternal Order of Police (ordre fraternel de la police, abrégé FOP) est le plus grand syndicat de policiers des États-Unis. Avec plus de 350 000 membres, il s’agit également de la plus grande association de policiers au monde.

## Historique
En 1915, des policiers de Pittsburgh fondent la Fort Pitt Lodge No. 1 dans le but de faire pression sur le maire de la ville pour obtenir l’amélioration de leurs conditions de travail. Bien que l’activité soit celle d’un syndicat, les fondateurs évitent sciemment d’utiliser ce terme en raison du fort sentiment antisyndicaliste de l’époque.

## Organisation
En 2023, la FOP compte plus de 356 000 membres. Elle est gérée au niveau national par la grande loge, dont le siège est situé dans l’Atnip-Orms Center à Nashville. En outre, elle dispose d’importants bureaux au Steve Young Law Enforcement Legislative Advocacy Center, à Washington. L’activité de la grande loge est principalement tournée vers le lobbying auprès du Congrès.
En dessous de la grande loge se trouvent les chapitres des États et les loges locales, dont le nombre est supérieur à 2 100. Ceux-ci sont assez autonomes et, outre leur rôle de représentation syndicale, déterminent de manière indépendante les autres services qu’ils fournissent à leurs adhérents. Dans la plupart des cas, ces services comportent au minimum des dispositifs d’aide juridique et des aides financières pour les agents blessés.

## Positions politiques

### Contrôle des armes à feu
Bien que n’ayant pas de politique générale en faveur ou défaveur du contrôle des armes à feu, la FOP exerce un lobbying actif sur le sujet, prenant position au cas par cas en fonction de l’impact sur les forces de l’ordre des mesures proposées. À l’origine proche de la National Rifle Association (NRA), la relation entre les deux organisations se dégrade à partir des années 1990 du fait de la radicalisation de la NRA. Après la rupture entre les deux organisations, la NRA essaie de créer des syndicats de policiers soutenant ses idées pour concurrencer la FOP, mais ceux-ci n’ont jamais vraiment percé. Parmi les principales mesures en faveur du contrôle, la FOP a soutenu le Brady Act ainsi que l’interdiction des balles perforantes et s’est opposée au McClure-Volkmer Act. Dans l’autre sens, elle s’est opposée au Domestic Violence Offender Gun Ban ainsi qu’à toutes les propositions cherchant à imposant un permis fédéral pour la détention d’armes et l’enregistrement obligatoire de celles-ci.